# Robert Almgren
Ernst Robert Almgren, född 22 januari 1981 i Tyresö församling i Stockholms län, är en svensk tidigare ungdomspolitiker.

## Biografi
Robert Almgren gick med i Sverigedemokraterna 1999. Han blev vice ordförande för partiets ungdomsförbund SDU i Stockholm. När partiet splittrades 2001 var han med i bildandet av partiet Nationaldemokraterna som en av dess grundare. Almgren var förbundsordförande för Nationaldemokratisk Ungdom från den 5 juni 2005, efter att tidigare ha varit vice ordförande. Tidigare var han redaktör för den nationalistiska tidningen Nordisk Frihet. Almgren var under en period ideolog och styrelseledamot för Nationaldemokraterna. Almgren lämnade sina uppdrag i Nationaldemokraterna 2006.
Sedan 2010 är han politiskt verksam i partiet Enhet.